# Ardaszir II
Ardaszir II (ur. przed 310, zm. zap. 383) – władca Persji z dynastii Sasanidów, syn Hormizda II. Władca Persji w latach 379-383.

## Życiorys
Był synem Hormizda II, władcy Persji w latach 302-309. W latach 344-376 był zarządcą Adiabeny. Objął władzę po śmierci swego przyrodniego brata Szapura II w 379 roku. Podczas jego rządów doszło do zatargu z Imperium Rzymskim o Armenię. W 383 roku został zamordowany lub obalony przez arystokrację. Tron objął po nim Szapur III.